# Tillandsia santieusebii
Tillandsia santieusebii är en gräsväxtart som beskrevs av Morillo och Oliva-esteve. Tillandsia santieusebii ingår i släktet Tillandsia och familjen Bromeliaceae. Inga underarter finns listade i Catalogue of Life.